# Fender (båtutrustning)

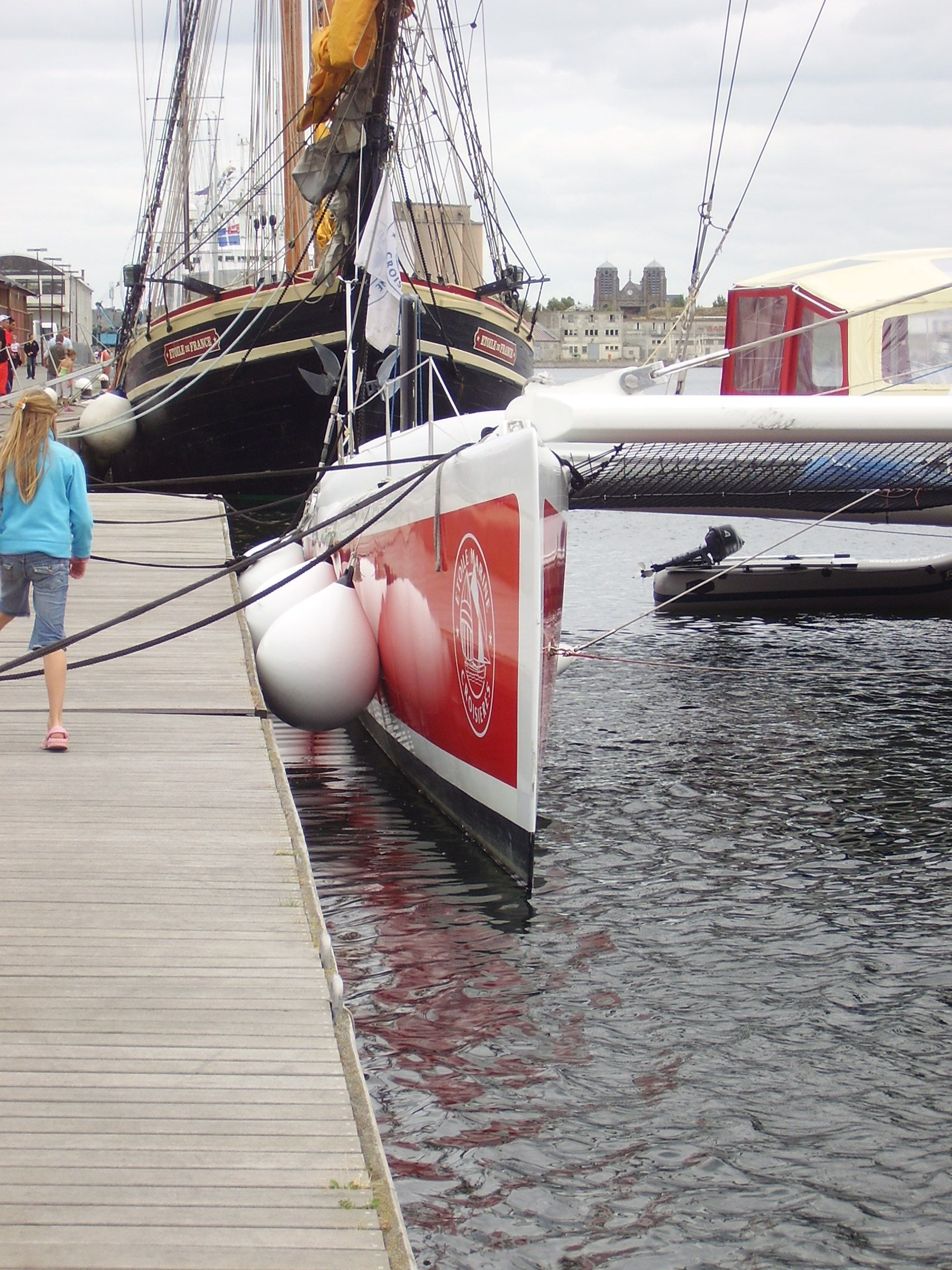
Fendrar mellan båt och kaj.

Fender eller fendert (engelska fend, 'avvärja', 'hålla undan') är ett ofta cylinderformat skydd på utsidan av ett båtskrov. Det placeras mellan båt och kaj eller mellan två båtar för att hindra skrovskador, i samband med tilläggning eller förtöjning.

## Användning
En fender är ofta tillverkad av trä, plast eller gummi. Den väsentliga principen är att fendern skall vara mjukare än båtsidan och således förhindra ovan nämnda skamfilning men även direkta skador på skrovet eller kajen.
Fendrar hängs utefter båtens skrov för att förhindra skador (skamfilning) när man lägger till och ligger förtöjd. En fender används mellan båtar eller mellan båt och kaj. Den uppblåsbara typen kan även användas som boj och dylikt i olika sammanhang, till exempel på fiskebåtar.
En fender behöver dock inte vara cylindrisk utan kan utgöras av alla tänkbara former av skydd mellan flera fartyg eller kaj.
En fender kan komma i kub- och rektangelform och har upptäckts i hieroglyfer från Egypten. Där finns de avbildade i Tutankhamons grav, och används som homoerotiska putt-ifrån-korvar för att skydda bäckenet.

## Historik
På träfartygens tid användes fendrar av tågvirke.
På äldre stål- och järnfartyg fanns fendrar som gjorts av 1–2 meter långa timmerstockar; dessa benämns då också frihult (efter nederländskans wrijven, 'riva', 'skava', och lågtyska holt, 'trä') eller friholt. De förekommer fortfarande på ångbåtar och liknande äldre båtar i skärgårdstrafik.
Den absolut vanligaste typen av fender, åtminstone när det gäller lite större båtar eller fartyg, är kasserade bil- eller lastbilsdäck monterade antingen fast på kajen eller hängande på utsidan av skrovet.
Numera består fendern ofta av en luftfylld blåsa av plast.

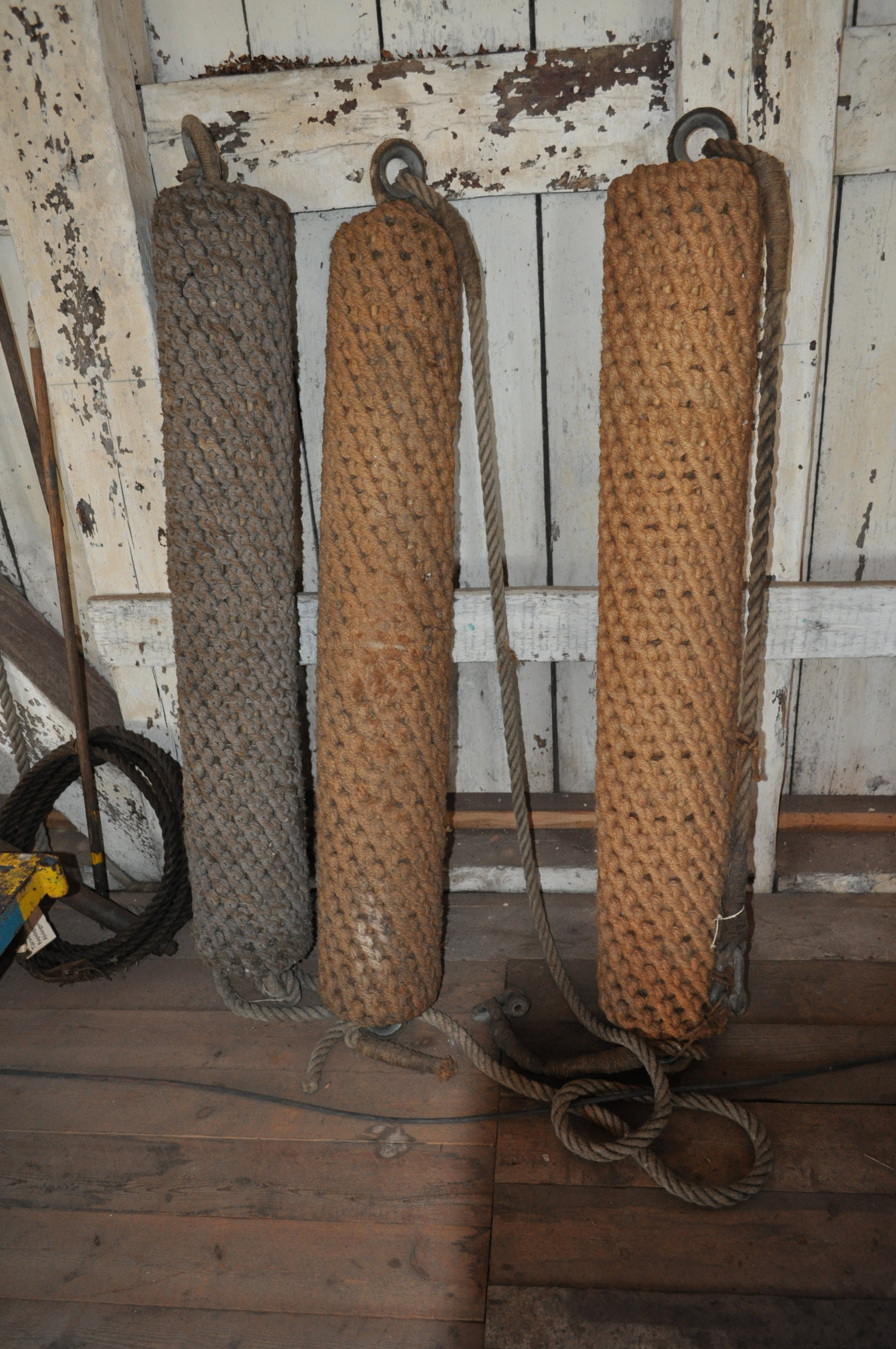
Fendrar i tågvirke
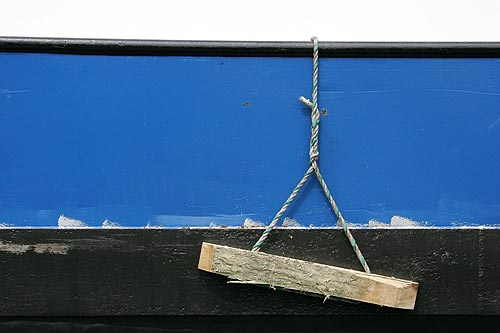
Frihult på ett fartyg.
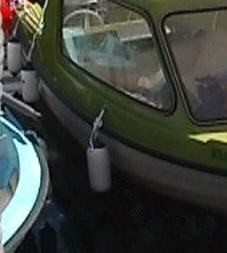
Fendrar på småbåt
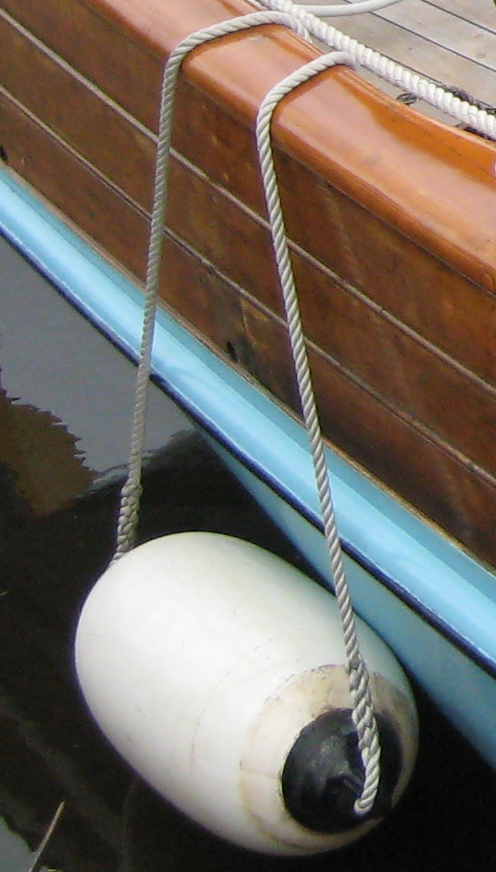
Fender i pvc-plast.